# Sons and Daughters ～我最希望告訴您的
《Sons and Daughters ～我最希望告訴您的》（Sons and Daughters ～それより僕が伝えたいのは）是日本樂團恰克與飛鳥在1993年發行的單曲。

## 概要
此為恰克與飛鳥的第34張單曲作品，為一首合唱風格的流行歌曲，創作者飛鳥涼表示寫這首歌的心情就像『棒球投手希望能投出三個好球』。
銷售成績方面曾在首次發行後一週登上首位，並為該年度日本CD單曲總銷售的第32名。
這首歌曲在CD單曲版本裡即專輯《RED HILL》版本裡有著不同的差異；在專輯《RED HILL》中合唱人員部份是改為由5名黑人組成的合唱團『14 Karat Soul（页面存档备份，存于）』所擔任。
恰克與飛鳥於1993年8月27日在日本音樂節目MUSIC STATION的第300集特別紀念單元上表演這首歌，當時現場與恰克與飛鳥合唱的團體同為14 Karat Soul。
日本速霸陸汽車的VIVIO系列車款及全家便利商店曾選用這首曲子作為廣告歌曲。

## 收錄曲目
Sons and Daughters ～我最希望告訴您的
※作詞．作曲：飛鳥涼 編曲：井上鑑
Mr. J的悲劇比岩石更沈重
※作詞．作曲：恰克 編曲：井上鑑
Sons and Daughters ～我最希望告訴您的
※卡拉OK伴奏版

## 收錄專輯
首張專輯收錄
- RED HILL（1993年）

精選專輯收錄
- GREATEST HITS（1998年）
- CHAGE&ASKA VERY BEST ROLL OVER 20TH（1999年）
- THE STORY of BALLAD II（2004年）
- Asian Communications Best（2008年）